# العداون (إب)

تعديل مصدري - تعديل

العداون محلة تابعة لقرية سواد، التابعة لعزلة بني محرم بمديرية إب إحدى مديريات محافظة إب في الجمهورية اليمنية.، بلغ تعداد سكانها 100 حسب تعداد اليمن لعام 2004.